# Kecamatan Nongsa
Kecamatan Nongsa är ett distrikt i Indonesien.   Det ligger i provinsen Kepulauan Riau, i den västra delen av landet, 900 km norr om huvudstaden Jakarta. Kecamatan Nongsa ligger på ön Pulau Batam.